# Étienne Barbazan
Étienne Barbazan  (* 1694 in Saint-Fargeau; † 1770) war ein französischer Romanist des 18. Jahrhunderts.

## Leben und Werk
Barbazan veranstaltete eine frühe Ausgabe der mittelalterlichen Gattung Fabliau. Er publizierte und hinterließ Schriften zur Geschichte der französischen Sprache.

## Werke
- (Hrsg.) Fabliaux et contes des poètes françois des XII, XIII, XIV et XVe siècles, tirés des meilleurs auteurs, 3 Bde., Paris/Amsterdam 1756, 1766; 4 Bde., hrsg. von Dominique Martin Méon, Paris 1808, Genf 1976
- (Hrsg.) L’ordene de chevalerie, avec une Dissertation sur l’origine de la langue françoise. Un essai sur les étimologies. Quelques contes anciens. Et un glossaire pour en faciliter l’intelligence, Lausanne 1759
- (Hrsg.) Le castoiement, ou Instruction d’un père à son fils ; ouvrage moral, en vers, composé dans le XIIIe siècle ; suivi de plusieurs pièces historiques et morales, aussi en vers, et du même siècle. Le tout précédé d’une Dissertation sur la langue des Celtes, quelques Nouvelles observations sur les étymologies ; et terminé par un glossaire pour en faciliter l’intelligence, Paris 1760; Nouvelle édition, augmentée et revue sur les manuscrits de la Bibliothèque impériale, par  Dominique Martin Méon, Paris 1808